# Црвени крст Константина
Црвени крст Константина (енгл. Red Cross of Constantine) познат и као Масонски и војни ред црвеног крста Константина  је хришћански облик масонерије. Кандидат за пријем мора бити члан неке од ложа Светог краљевског свода и хришћанске религије. Ред се састоји од три основна и два додатна степена.

## Први степен
По пријему у први степен кандидат постаје Витез црвеног крста Константина (енгл. Knight of the Red Cross of Constantine). Сама церемонија је позната као „инсталација“ и врши се у Конклавама. Конклава представља јединицу овог степена и назив је за место њиховог окупљања. Церемонија је кратка и једноставна, кандидат кроз њу учи лекције о моралу засноване на причама о римском цару Константину Великом.

## Други степен
Након церемоније за добијање другог степена масон постаје Преподобни свештеник масон (енгл. Venerable Priest-Mason) . Церемонија се вршу у Колеџу од стране другог свештеника масона. Колеџ је назив за место окупљања масона другог степена овог реда. Када добије ову титулу масон може служити церемоније у Колеџу или Конклави. Церемонија за овај степен се састоји од верске симболике.

## Трећи степен
Церемонијом за трећи степен масон постаје Савршени принц масон (енгл. Perfect Prince-Mason). Церемонија се обавља у Сенату, месту где се окупљају масони трећег степена.

## Додатни степенови
Ова два додатна степена се налазе под контролом Велике империјалне конклаве црвеног крста Константиновог (енгл. Grand Imperial Conclaves of the Red Cross of Constantine), које је национално и владајуће тело. Један степен је Ред Светог Гроба (енгл. Order of the Holy Sepulchre) а други Ред Светог Јована Јеванђелисте (енгл. Order of St John the Evangelist). Ови степенови се састоје од по једне церемоније и оне се углавном изводе исти дан, једна за другом. Правило је да се церемоније изводе када је кандидат већ масон првог степена реда црвеног крста Константина. Оне су уједно и услов за његово даље напредовање јер тек након ових церемонија он може добити други и трећи основни степен.

## Ред Светог Гроба
Церемонија се састоји од дугог и сложеног ритуала и заснована је на легенди о витезовима који су наводно чували место сахране Исуса Христа. Састанак се одвија на место званом Светилиште и њиме председава официр звани Прелат (енгл. Prelate).

## Ред Светог Јована Јеванђелисте
Церемонија за овај степен је хришћанског карактера. Скуп се одвија у Штабу а њиме председава Командант.

## Историја
Најраније докуметовање реда потиче из 1865. године када је формално основан од стране Роберта Венворта (енгл. Robert Wentworth Little). Неки историчари сматрају да је ред постојао много раније у Енглеској, тачније од 1780. али је претрпео неколико реорганизација све до 1865. од када постоји у свом данашњем облику. Ред се може наћи у Енглеској, САД, Мексику као и у Шкотској и Јерусалиму.